# Corinto (mitología)
En la mitología griega Corinto (en griego Κόρινθος) fue el fundador epónimo de la polis de Corinto. Unos dicen que era hijo del epónimo Maratón y otros que de Pélope. Pausanias nos dice que «la región corintia, que es una parte de la argiva, ha tomado su nombre de Corinto. No conozco a nadie que dijera hasta ahora en serio que Corinto era hijo de Zeus, a no ser la mayoría de los corintios». Como después Corinto, el hijo de Maratón, no dejó ningún hijo, los corintios enviaron a buscar a Medea de Yolco y le entregaron el poder. Por causa de ella reinó Jasón en Corinto. Otros dicen que la hija de Corinto, Silea, tuvo al malhechor Sinis en su unión con Polipemón.